# Парк Таммсааре
Парк Та́ммсааре (эст. Tammsaare park) — парк в центре Таллина, рядом со Старым городом. Ограничен Пярнуским шоссе, бульваром Эстония и площадью Виру. По состоянию на осень 2007 года в парке произрастало 40 разных сортов растений. 

## История
В 1896—1948 годах в западной и центральной частях современного парка располагался «Новый рынок» (эст. Vene turg, «Русский рынок») — крытый рынок, построенный в 1899 году и разрушенный в 1944 году.

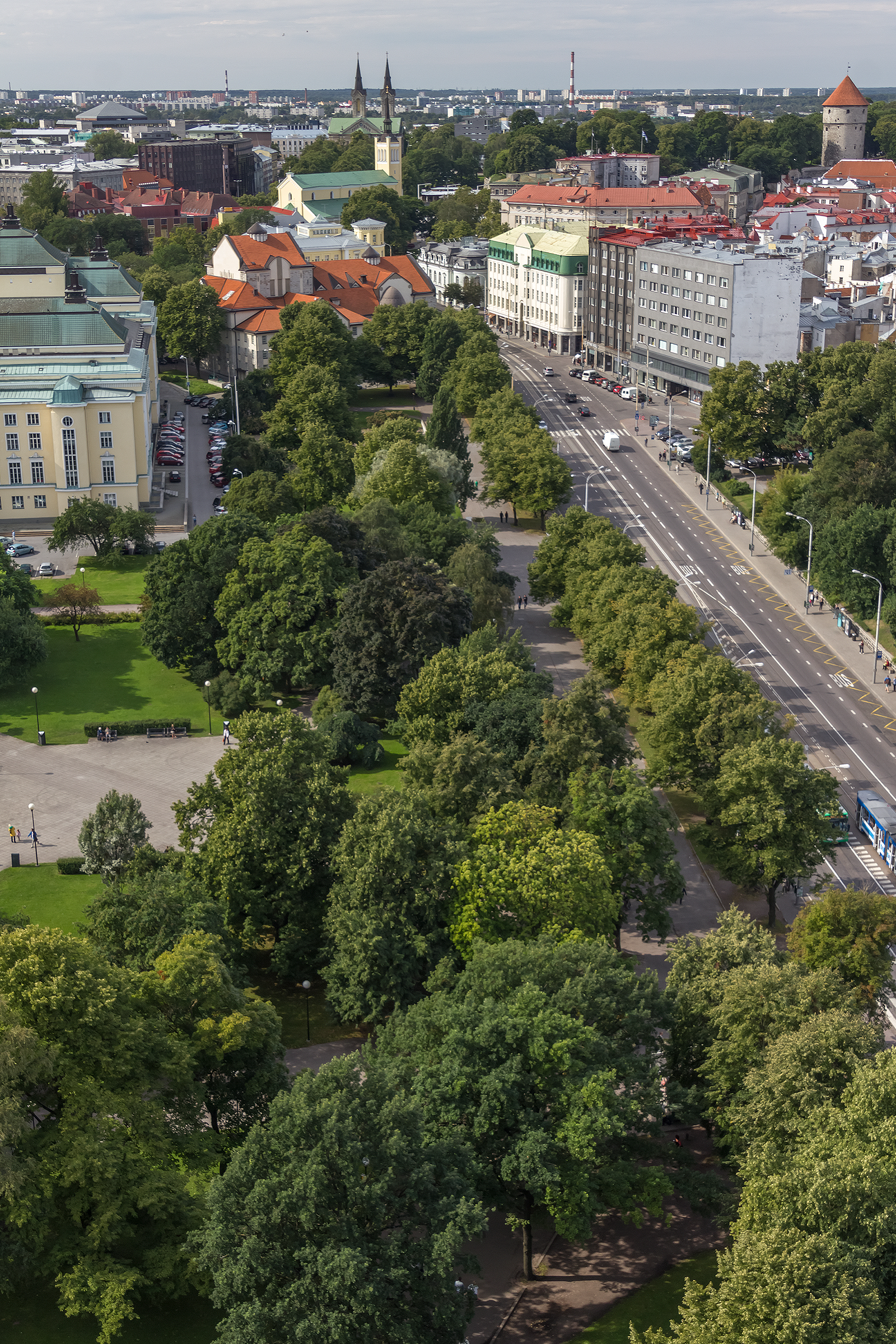
Северная часть парка с высоты птичьего полёта, 2012 г.

Парк был распланирован в 1947 году и начал создаваться после вывода с площади «Русского рынка». Работы были в основном завершены к 1950 году. В том же году создатели парка были награждены Государственной премией Эстонской ССР.
Площадь парка составляет 2,8 га, он является природоохранной зоной.
В 1955—1989 годах назывался «Парк имени 16 октября», в память о расстреле на этой площади 16 октября 1905 года мирной демонстрации рабочих.
В 1980 году к играм Московской олимпиады в парке была установлена скульптура «Морская дева».
Парк реконструирован в 2018 году.
В 2020 году в парке был открыт павильон с пицца-рестораном и кафе.

## Достопримечательности
- Памятник классику эстонской литературы А. Х. Таммсааре (1978, скульптор Яак Соанс и архитектор Рейн Лууп, был открыт к 100-летию со дня рождения писателя)[6].
- Памятник жертвам революции 1905 года (1959, скульптор Лембит Палутедер[эст.], архитектор Март Порт)[7].
- Скульптура «Морская дева» (эст. Merineitsi, 1980, Эдгар Вийес[эст.]).
- Памятник «Глава государства» (эст. «Riigipea») первому Президенту Эстонской Республики Константину Пятсу (2022, скульптор Верго Верник, архитектор Тойво Таммик[эст.])[8].

## Галерея

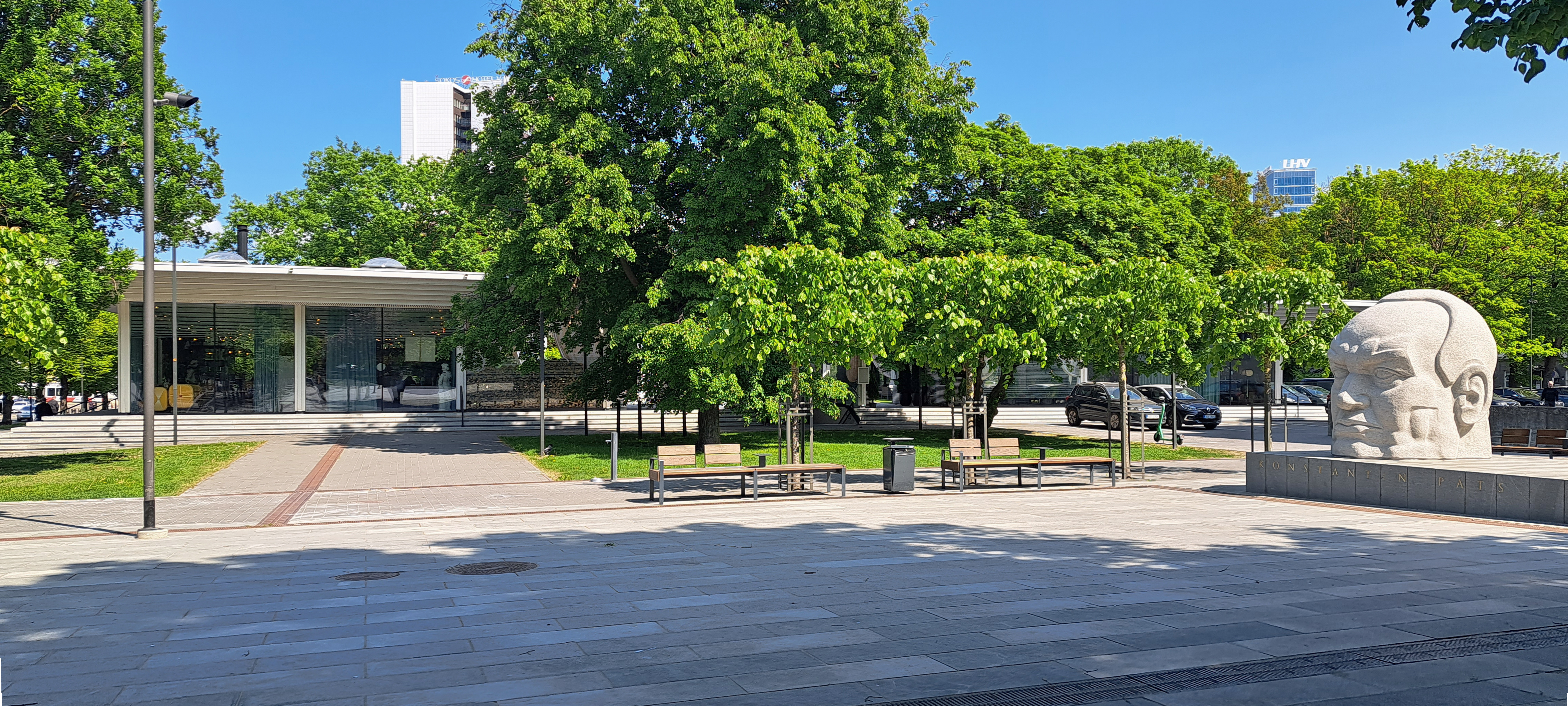
Парк Таммсааре в мае 2023 года, слева кафе-павильон, справа памятник «Глава государства»

Памятник А. Х. Таммсааре
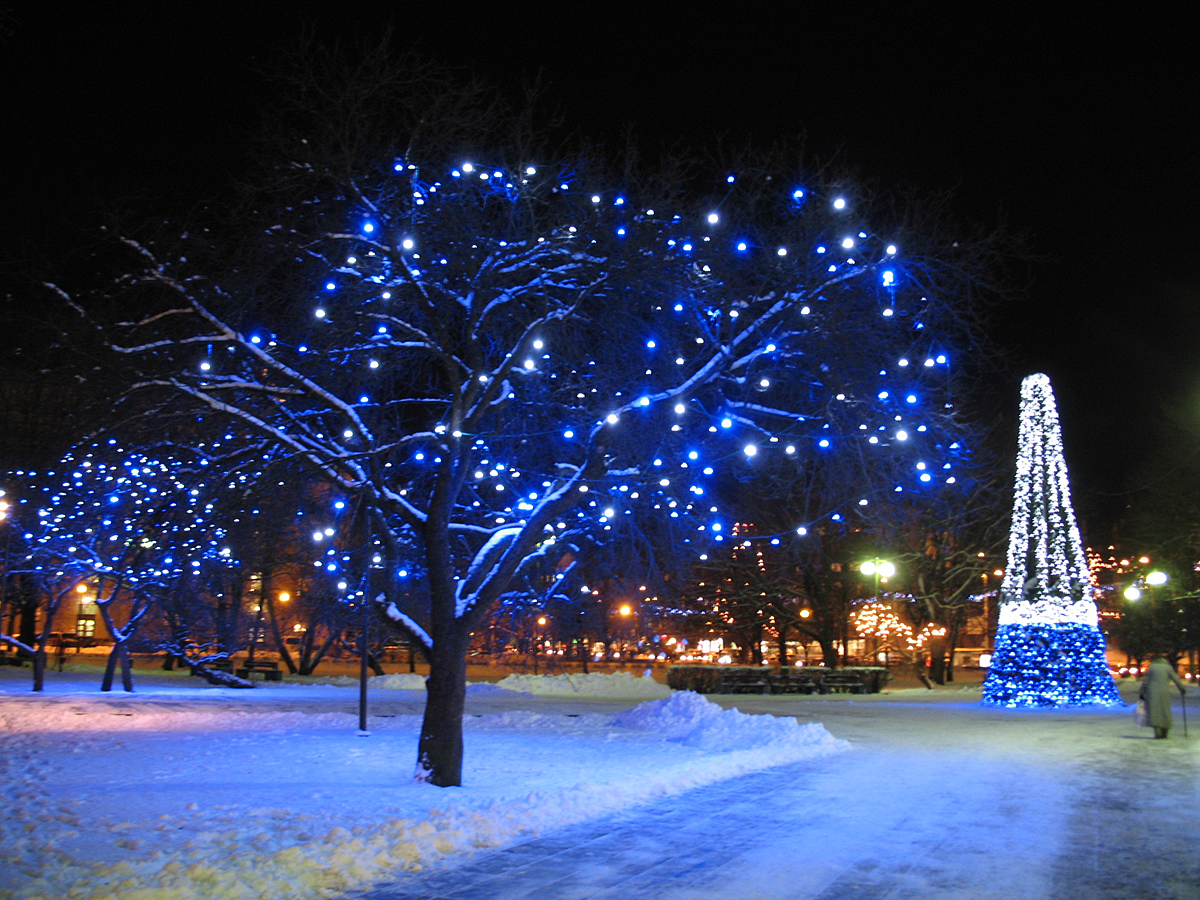
Парк перед Рождеством, 2006 год
Памятник жертвам революции 1905 года
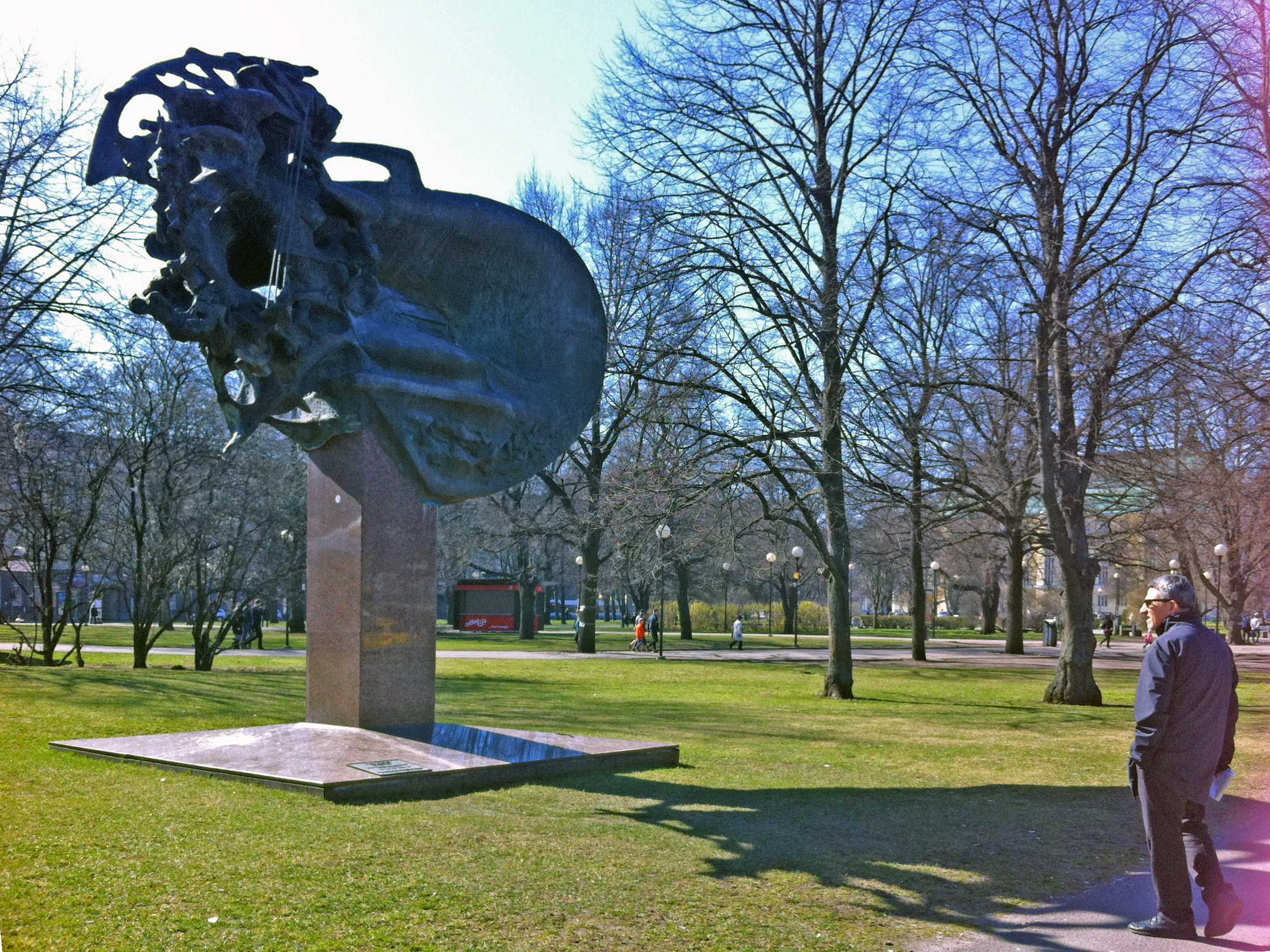
«Морская дева»